# Ондердален (национальный парк)
Ондерда́лен (норв. Ånderdalen nasjonalpark) — национальный парк в Северной Норвегии, на втором по величине острове страны Сенья, входящем в состав губернии Тромс. Национальный парк был учреждён королевским указом 6 февраля 1970 года. После расширения территории 10 сентября 1975 и 4 июня 2014 он занимает площадь 125 км² и расположен на территории коммун Торскен и Транёй. Наивысшей точкой Ондердалена является гора Квенан (964 м).
Парк призван сохранить в естественном состоянии скромную природу острова, в частности сосновые и берёзовые леса (некоторым соснам до 500 лет), а также альпийские растения — всего около 200 растительных видов. На его территории восстановлена популяция лося, отсутствующая до 1940 года. В Ондердалене водятся обыкновенные лисицы, горностаи, зайцы, мелкие грызуны и два вида землероек. Территория парка используется для выпаса полуодомашненных северных оленей. По берегам фьорда водятся тюлени, а вдоль рек — выдры. Широко распространены форель и лосось, последний поднимается к озеру Ондерватн (норв. Åndervatn), расположенному в центре острова и парка. Ондердален облюбован множеством видов птиц; среди них белая куропатка, глухарь, тетерев-косач, трёхпалый дятел и другие.

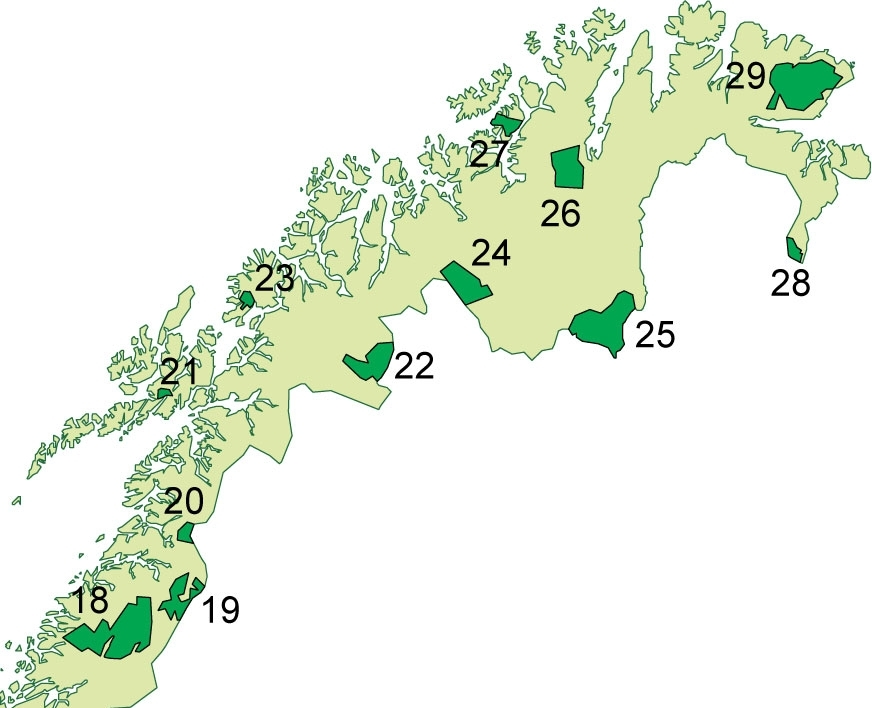
Карта национальных парков Северной Норвегии; Ондердален отмечен цифрой 23